# Romitia albipalpis
Romitia albipalpis là một loài nhện trong họ Salticidae.
Loài này thuộc chi Romitia. Romitia albipalpis được Władysław Taczanowski miêu tả năm 1878.